# Notonemoura spinosa
Notonemoura spinosa är en bäcksländeart som beskrevs av Mclellan 1991. Notonemoura spinosa ingår i släktet Notonemoura och familjen Notonemouridae. Inga underarter finns listade i Catalogue of Life.